# Iron Sturt
Iron Sturt — спеціалізоване судно, яке обслуговувало потреби кількох австралійських підприємств металургійного та хімічного напрямів.
Судно спорудили в 1979 році як балкер на японській верфі Ishikawajima-Harima Heavy Industries у Куре. Первісно воно використовувалось для транспортування вапняку на металургійні підприємства, зокрема, з копальні Коффін-Бей.
В якийсь момент судно перенацілили на обслуговування цинкоплавильного заводу у Гобарті, куди воно мало доправляти цинковий концентрат із Порт-Пірі (обслуговував вивіз продукції копалень району Брокен-Гілл) і Берні (сюди підвозили концентрат зі збагачувальної фабрики Роузбері). Також можливо відзначити, що з Гобарту до металургійного комплексу в Порт-Пірі відправляли paragoethite (побічний продукт цинкоплавильного заводу, який мав складну композицію та містив оксид заліза і, у випадку Гобарта, близько 17 % цинку). Для перевезення вантажів навалом призначались 4 трюми.
Як супутній продукт цинкоплавильного завод продукує великі обсяги сульфатної кислоти, які певний час вивозили комбінованим способом — залізницею та за допомогою хімовозу «Zincmaster» — до заводу діоксиду титану в Берні. В середині 1990-х останній закрили, що означало припинення вивозу сульфатної кислоти залізницею — при тому, що виробництво кислоти в Гобарті лише зростало зі збільшенням потужності майданчика по цинку. Як наслідок, в 1994-му замовили переобладнання «Iron Sturt» в більший балкер/хімовоз, здатний транспортувати до 200 тисяч тонн сульфатної кислоти на рік («Zincmaster» забезпечував вивіз близько 70 тисяч тонн). Модернізацію провели на західноавстралійській верфі Transfield Shipbuilding (в районі Перту), при цьому в трюмі № 2 встановили два резервуари для кислоти. Судно продовжило рейси за концентратом і при цьому також доправляло сульфатну кислоту на суперфосфатні заводи у Джилонзі та Портленді (технологія отримання суперфосфату передбачає обробку фосфоритів сульфатною кислотою).
В 2005-му «Iron Sturt» продали та перейменували на «Vigsnes».
У 2011-му судно віддали на злам.